# Regiunea Mamou
Regiunea Mamou este una dintre cele 8 unități administrativ-teritoriale de gradul I ale Guineei. Reședința sa este orașul Mamou. Are în componență prefecturile: Dalaba, Mamou și Pita.